# Schistochilopsis hyperarctica
Schistochilopsis hyperarctica là một loài rêu tản trong họ Jungermanniaceae. Loài này được (R.M. Schust.) Konstantinova miêu tả khoa học lần đầu tiên năm 1994.